# Peronismo Federal
Peronismo Federal es la denominación no oficial con la que se ha conocido en Argentina a un grupo heterogéneo y cambiante de dirigentes peronistas no kirchneristas.Se originó tras la intervención al Partido Justicialista por resolución de la jueza María Servini de Cubría en el año 2005 durante el gobierno de Néstor Kirchner. En 2010 se intentó organizar como corriente opositora para las elecciones presidenciales de 2011 a partir de cuatro precandidatos presidenciales: Alberto Rodríguez Saá, Eduardo Duhalde, Felipe Solá, y Mario Das Neves. 
Otros dirigentes que se han identificado con el espacio son el fallecido senador Carlos Reutemann, Sergio Massa, el exgobernador Ramón Puerta, el exgobernador Jorge Busti, el exgobernador y actual senador Juan Carlos Romero, Eduardo Mondino, Roberto Basualdo y el exjefe de la SIDE Miguel Ángel Toma, entre otros. En 2017 se integró el senador Miguel Ángel Pichetto, quien en los catorce años anteriores había adherido al kirchnerismo y liderado el bloque justicialista en la cámara alta argentina. En 2018 se sumó el entonces gobernador de la provincia de Tucumán, Juan Manzur. 
A partir de 2016, varios de sus miembros intentaron generar una opción política autónoma, denominada Alternativa Federal, que finalmente no prosperó. En las elecciones de 2019 sus principales referentes se vincularon a diferentes alianzas: Pichetto y Romero se unieron a Juntos por el Cambio; Massa, Felipe Solá, Adolfo Rodríguez Saá y Juan Manzur se unieron al Frente de Todos,  mientras que Juan Manuel Urtubey integró la alianza Consenso Federal.
Durante el Gobierno de Javier Milei, el peronismo federal, al igual que el resto del peronismo, mantiene una posición de oposición crítica a su orientación general, sin que ello impida el diálogo y el consenso en cuestiones puntuales.

## Primera etapa

### Comienzos
Luego de la crisis de diciembre de 2001, la grave situación social y económica había llevado a una crisis de representatividad que afectaba a los principales partidos políticos. En ese escenario, se convoca a elecciones bajo un sistema de "neolemas" y el Partido Justicialista se presenta con tres candidatos: Carlos Menem (presidente durante 1989-1999), Adolfo Rodríguez Saá (presidente interino en 2001) y Néstor Kirchner (gobernador de Santa Cruz). Entre los tres candidatos logran un 60% de los votos, siendo electo Kirchner, quien era apoyado por el entonces presidente interino Eduardo Duhalde.

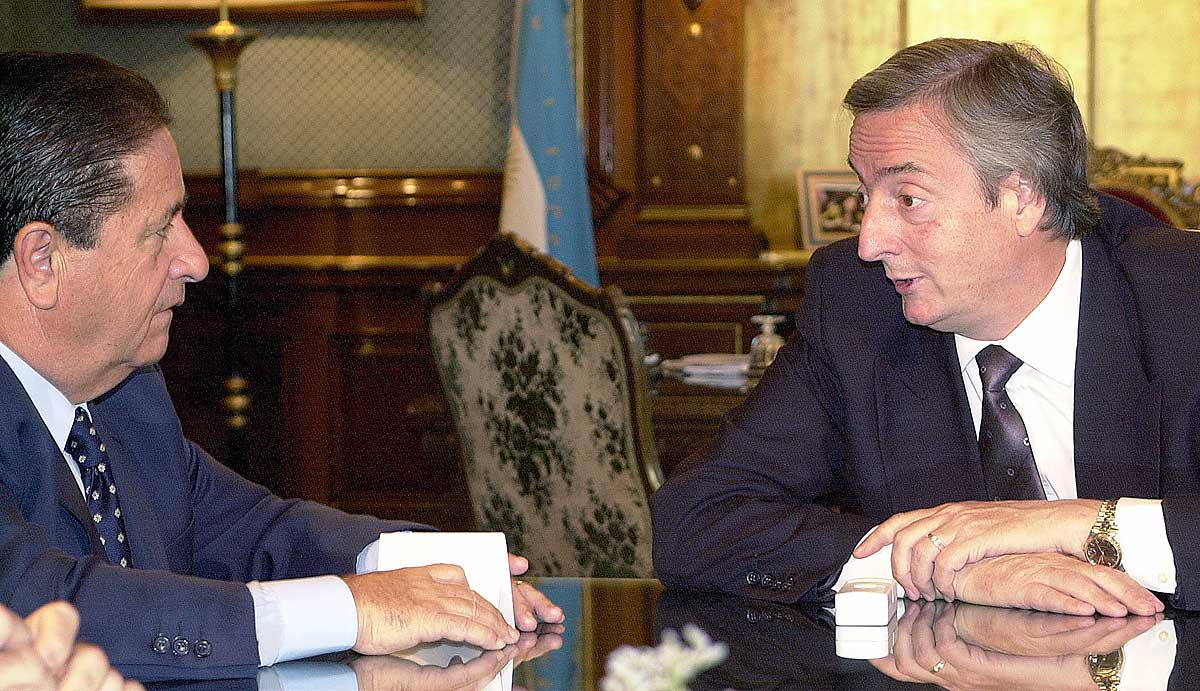
Néstor Kirchner y Eduardo Duhalde en 2004.

De esta forma el peronismo oficial se agrupó alrededor de la figura de Néstor Kirchner, mientras que el disidente quedó dividido en dos facciones, encabezadas por Menem y Rodríguez Saá, quienes hasta entonces habían estado enfrentados por el Pacto de Olivos que firmó el primero en 1994.[cita requerida] Dentro del peronismo disidente también se ubicaron desde en un primer momento otros dirigentes como Ramón Puerta, quien había sido reemplazante de De la Rúa, exgobernador de Misiones, y el empresario Francisco De Narváez.
En 2005, tras la ruptura entre Néstor Kirchner y Eduardo Duhalde, la corriente liderada por este último también se separó del peronismo oficial, sumándose al peronismo disidente. Tras una resolución de la jueza María Servini de Cubría que intervino al Partido Justicialista, Néstor Kirchner asume la presidencia del mismo. En las elecciones parlamentarias de ese año el peronismo se presentó dividido en varias provincias.
En las elecciones presidenciales de 2007, Alberto Rodríguez Saá, gobernador de la provincia de San Luis, se presentó por afuera del peronismo disidente, como candidato a presidente de la Nación junto al senador Héctor María Maya por el partido Frente Justicia, Unión y Libertad (FREJULI), siendo su fórmula la cuarta más votada, recibiendo 1.459.174 votos (el 7,6% de los sufragios).

### Paro agropecuario de 2008 y elecciones de 2009
En 2008, tras el paro agropecuario, el peronismo disidente lideró la oposición contra la resolución 125 de la mano de Rodríguez Saá, que implicó un empate en el senado, definiendo su veto el vicepresidente de la Nación radical, Julio Cleto Cobos.
En 2009, el peronismo federal ganó las elecciones legislativas frente al kirchnerismo, el sciolismo y los intendentes del Conurbano quienes se presentaron con las llamadas candidaturas testimoniales en la provincia de Buenos Aires, el principal distrito electoral del país. El Peronismo Federal llevó como candidatos a Francisco de Narváez y Felipe Solá constituyendo una alianza con el partido Propuesta Republicana.
En el periodo legislativo 2009-2011 el peronismo federal alcanzó a colocar 14 senadores en la cámara alta y, junto a Propuesta Republicana, alcanzó a tener 45 diputados en la cámara baja.

### Candidatura a presidente de Rodríguez Saá en 2011 y disolución
Hacia finales de 2010, los peronistas federales firmaron un documento donde se expedían sobre la necesidad de un solo candidato surgido de una interna partidaria en vistas a las elecciones de 2011 firmado en el despacho de Rodríguez Saá, por 14 dirigentes de 10 distritos del país. El texto convoca a «todos los sectores del justicialismo y a los independientes que quieran sumarse a la propuesta». Por el despacho de Rodríguez Saá pasaron Francisco de Narváez, Carlos Reutemann, Eduardo Duhalde, Felipe Solá, Mario Das Neves, el senador Juan Carlos Romero, el diputado Ramón Puerta, el exgobernador de Entre Ríos Jorge Busti, el exdefensor del pueblo Eduardo Mondino, el senador Roberto Basualdo y el exjefe de la SIDE Miguel Ángel Toma. El documento también lleva la firma de la senadora Hilda Chiche Duhalde y del gobernador de San Luis, Alberto Rodríguez Saá. La mesa coordinadora quedó integrada por Ramón Puerta, Adolfo Rodríguez Saá, y Juan Carlos Romero.

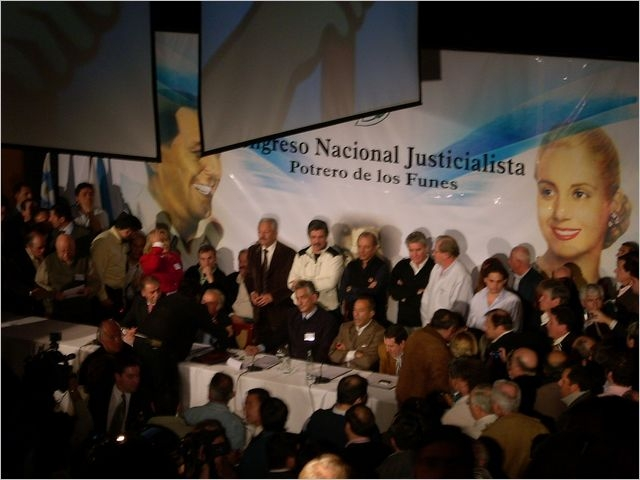
Congreso del partido justicialista en Potrero de los Funes, provincia de San Luis.

El primero de los aspirantes a candidato a presidente de la Nación en declinar su candidatura fue el exgobernador de la provincia de Buenos Aires, Felipe Solá. La interna del peronismo federal se inició el 3 de abril de 2011 tras un acuerdo realizado por el partido en la Casa de Chubut, entre el gobernador de la provincia de San Luis, Alberto Rodríguez Saá, el expresidente Eduardo Duhalde y el gobernador de la provincia de Chubut, Mario Das Neves. Tras unas ajustadas elecciones a gobernador en la provincia de Chubut, Mario Das Neves decidió «bajarse» de la interna del peronismo federal. Las internas se iniciaron en la Capital Federal donde Alberto Rodríguez Saá sorprendió con un empate de congresales frente a Eduardo Duhalde. Las internas continuaron por el Noreste Argentino, donde si bien Eduardo Duhalde se impuso en la región por escaso margen, empató con Alberto Rodríguez Saá con igual cantidad de congresales en la provincia de Entre Ríos, principal bastión electoral de la región. Tras los empates en la Ciudad de Buenos Aires y en la provincia de Entre Ríos, principales distritos electorales disputados, y luego de aparentes encuestas que mostraban a Alberto Rodríguez Saá como el más favorecido en el Noroeste argentino, el expresidente Eduardo Duhalde decidió abandonar la contienda.
Mauricio Macri, por Propuesta Republicana, demostró afinidad e intentos de coordinación con el PJ Federal pero, a fines de marzo de 2011 y luego de la escandalosa elección a gobernador por la provincia del Chubut en la que el PJ Federal se vio envuelto en denuncias por graves irregularidades, decidió "enfriar" los contactos con el partido ya que consideró que un acercamiento le traería "más problemas que beneficios". En los primeros días de mayo de 2011 decidió bajarse de la candidatura presidencial y apostar por su reelección al frente de la Jefatura de Gobierno de la Ciudad de Buenos Aires hasta el año 2015, lo cual finalmente ocurrió.
Tras la obtención de mayor cantidad de congresales en las votaciones generales por parte Alberto Rodríguez Saá, y ante la decisión de Eduardo Duhalde de abandonar el espacio, el peronismo federal quedó con Alberto Rodríguez Saá como único candidato a presidente para las elecciones presidenciales de 2011.
En la inscripción de su postulación, Alberto Rodríguez Saá sumó al peronismo federal otros partidos nacionales como Propuesta Republicana en siete provincias, el Partido Demócrata, el partido Verde, y el partido Política Abierta para la Integridad Social, entre otros a nivel nacional; bajo el frente denominado Alianza Compromiso Federal. Rodríguez Saá sumó más de un millón setecientos mil votos, obteniendo así el primer lugar en su provincia y el segundo en todas las provincias que conforman la región de Cuyo, como así también en los principales conglomerados urbanos cercanos a San Luis como Río Cuarto (segunda ciudad en importancia de la provincia de Córdoba).

## Segunda etapa
Entre 2017 y 2019, el peronismo federal buscó consolidarse como una tercera fuerza distinta al oficialismo de Cambiemos y al kirchnerismo, reuniendo a varios de sus integrantes en el espacio Alternativa Federal, liderado por el gobernador de Salta, Juan Manuel Urtubey, el gobernador de Córdoba, Juan Schiaretti, el líder del Frente Renovador Sergio Massa, y el senador por Río Negro, Miguel Ángel Pichetto y Guillermo Moreno. Luego de varias idas y vueltas, y el fracaso de las negociaciones entre dicho espacio y el exministro de Economía y candidato presidencial Roberto Lavagna, Alternativa Federal comenzó a resquebrajarse. 

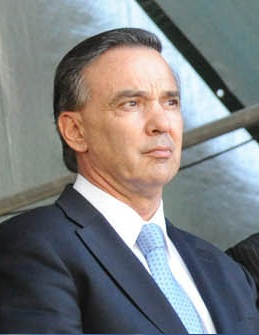
Miguel Ángel Pichetto, líder del peronismo republicano.

Finalmente, el espacio fue disuelto en junio de 2019, cuando Pichetto aceptó ser el compañero de formula de Mauricio Macri en su campaña por la reelección, y Sergio Massa se unió con el kirchnerismo para formar el Frente de Todos e incorporarse a sus listas como primer candidato a diputado nacional por la provincia de Buenos Aires. Mientras que Urtubey selló una alianza con Lavagna y aceptó ser su compañero de formula en el espacio Consenso Federal.

## Encuentro Republicano Federal
El 11 de marzo de 2021, el sector del peronismo federal liderado por Miguel Ángel Pichetto fundó el partido Encuentro Republicano Federal y se incorporó orgánicamente a la coalición Juntos por el Cambio (conformado mayoritariamente por Propuesta Republicana, Unión Cívica Radical, Coalición Cívica ARI), liderado por el expresidente Mauricio Macri, con el objetivo de captar "el voto peronista no kirchnerista" en la provincia de Buenos Aires. Pichetto había sido candidato a vicepresidente de la Nación de Juntos por el Cambio en las elecciones presidenciales de 2019, acompañando en la fórmula a Mauricio Macri. Otros dirigentes de este sector son Juan Carlos Romero, Joaquín de la Torre y Claudia Rucci.

## Senadores del Peronismo Federal
Entre 2019 y 2021, en la Cámara de Senadores, existían dos senadores pertenecientes al Peronismo Federal: Juan Carlos Romero y la senadora Alejandra Vucasovich. Ambos integran el Interbloque Parlamentario Federal junto a dos senadoras no peronistas: María Clara del Valle Vega, de origen radical, y Carmen Lucila Crexell, del Movimiento Popular Neuquino (neoperonista). 
| Provincia | Retrato | Senador                    | Bloque                     | Observaciones                                                    | Mandato | Mandato |
| Provincia | Retrato | Senador                    | Bloque                     | Observaciones                                                    | Inicio  | Fin     |
| --------- | ------- | -------------------------- | -------------------------- | ---------------------------------------------------------------- | ------- | ------- |
| Salta     |         | Juan Carlos Romero         | Justicialista 8 de Octubre | Fue elegido por el frente Juntos por el Cambio.                  | 2019    | 2025    |
| Santa Fe  |         | María Alejandra Vucasovich | Santa Fe Federal           | Ingresó al Senado en 2021 como suplente por el frente Cambiemos. | 2021    | 2021    |

## Diputados peronistas federales
| Diputados del Frente Renovador que integran el Frente de Todos Al 10 de diciembre de 2021 | Diputados del Frente Renovador que integran el Frente de Todos Al 10 de diciembre de 2021 | Diputados del Frente Renovador que integran el Frente de Todos Al 10 de diciembre de 2021 | Diputados del Frente Renovador que integran el Frente de Todos Al 10 de diciembre de 2021 | Diputados del Frente Renovador que integran el Frente de Todos Al 10 de diciembre de 2021 | Diputados del Frente Renovador que integran el Frente de Todos Al 10 de diciembre de 2021 | Diputados del Frente Renovador que integran el Frente de Todos Al 10 de diciembre de 2021 |
| ----------------------------------------------------------------------------------------- | ----------------------------------------------------------------------------------------- | ----------------------------------------------------------------------------------------- | ----------------------------------------------------------------------------------------- | ----------------------------------------------------------------------------------------- | ----------------------------------------------------------------------------------------- | ----------------------------------------------------------------------------------------- |
| Bloque                                                                                    | Bloque                                                                                    | Imagen                                                                                    | Diputado                                                                                  | Distrito                                                                                  | Inicio                                                                                    | Final                                                                                     |
|                                                                                           | Frente de Todos (10/119)                                                                  |                                                                                           | Alicia Noemí Aparicio                                                                     | Buenos Aires                                                                              | 10/12/2019                                                                                | 09/12/2023                                                                                |
|                                                                                           | Frente de Todos (10/119)                                                                  | Carlos Ramiro Gutiérrez                                                                   | Buenos Aires                                                                              | 10/12/2019                                                                                | 09/12/2023                                                                                |                                                                                           |
|                                                                                           | Frente de Todos (10/119)                                                                  | Cecilia Moreau                                                                            | Buenos Aires                                                                              | 10/12/2019                                                                                | 09/12/2023                                                                                |                                                                                           |
|                                                                                           | Frente de Todos (10/119)                                                                  | Carlos Américo Selva                                                                      | Buenos Aires                                                                              | 10/12/2019                                                                                | 09/12/2023                                                                                |                                                                                           |
|                                                                                           | Frente de Todos (10/119)                                                                  | Jimena López                                                                              | Buenos Aires                                                                              | 10/12/2019                                                                                | 09/12/2023                                                                                |                                                                                           |
|                                                                                           | Frente de Todos (10/119)                                                                  | Daniel Arroyo                                                                             | Buenos Aires                                                                              | 10/12/2021                                                                                | 09/12/2025                                                                                |                                                                                           |
|                                                                                           | Frente de Todos (10/119)                                                                  | Micaela Morán                                                                             | Buenos Aires                                                                              | 10/10/2022                                                                                | 09/12/2025                                                                                |                                                                                           |
|                                                                                           | Frente de Todos (10/119)                                                                  | Monica Litza                                                                              | Buenos Aires                                                                              | 10/12/2021                                                                                | 09/12/2025                                                                                |                                                                                           |
|                                                                                           | Frente de Todos (10/119)                                                                  | Marcela Passo                                                                             | Buenos Aires                                                                              | 10/12/2021                                                                                | 09/12/2025                                                                                |                                                                                           |
|                                                                                           | Frente de Todos (10/119)                                                                  | Vanesa Laura Massetani                                                                    | Santa Fe                                                                                  | 10/12/2019                                                                                | 09/12/2023                                                                                |                                                                                           |

Los ocho diputados del Interbloque Federal, son peronistas del sector del Peronismo Federal y pertenecen a tres bloques diferentes.
| Bloque | Bloque               | Retrato                            | Diputado                  | Provincia    | Mandato | Mandato |
| Bloque | Bloque               | Retrato                            | Diputado                  | Provincia    | Inicio  | Fin     |
| ------ | -------------------- | ---------------------------------- | ------------------------- | ------------ | ------- | ------- |
|        | Córdoba Federal (4)  |                                    | Paulo Leonardo Cassinerio | Córdoba      | 2017    | 2021    |
|        | Córdoba Federal (4)  | Alejandra María Vigo               | Córdoba                   | 2017         | 2021    |         |
|        | Córdoba Federal (4)  | Carlos Mario Gutiérrez             | Córdoba                   | 2019         | 2023    |         |
|        | Córdoba Federal (4)  | Claudia Márquez                    | Córdoba                   | 2017         | 2021    |         |
|        | Consenso Federal (3) |                                    | Graciela Camaño           | Buenos Aires | 2019    | 2023    |
|        | Consenso Federal (3) | Alejandro Esteban «Topo» Rodríguez | Buenos Aires              | 2019         | 2023    |         |
|        | Consenso Federal (3) | Jorge Emilio Sarghini              | Buenos Aires              | 2017         | 2021    |         |
|        | Justicialista (1)    |                                    | Andrés Zottos             | Salta        | 2017    | 2021    |

El 24 de julio de 2021, el diputado Eduardo Bucca, integrante del Bloque Justicialista, perteneciente al Peronismo Federal, abandonó el bloque y se incorporó al bloque del Frente de Todos.
| Bloque | Bloque          | Retrato | Senador provincial | Provincia    | Mandato | Mandato |
| Bloque | Bloque          | Retrato | Senador provincial | Provincia    | Inicio  | Fin     |
| ------ | --------------- | ------- | ------------------ | ------------ | ------- | ------- |
|        | Frente de Todos |         | Eduardo Bucca      | Buenos Aires | 2021    | 2025    |